# Сірк
Сірк (словац. Sirk) — село, громада в окрузі Ревуца, Банськобистрицький край, Словаччина. Населення — 1254 осіб (на 31 грудня 2017 р.). 
Вперше згадується в 1421 році.

## Населення
| Рік:            | 1994. | 2004.   | 2014.    | 2024.    |
| --------------- | ----- | ------- | -------- | -------- |
| Кількість осіб: | 976   | 1044    | 1173     | 1380     |
| Різниця:        |       | +6,96 % | +12,35 % | +17,64 % |

| Рік:            | 2023. | 2024.   |
| --------------- | ----- | ------- |
| Кількість осіб: | 1369  | 1380    |
| Різниця:        |       | +0,80 % |